# Timothé Crusol
Timothé Joseph Christian Crusol (* 5. April 2001 in Saint-Jean-de-Braye) ist ein französischer Basketballspieler.

## Laufbahn
Crusol, dessen Vater Sébastien Basketballprofi war, spielte bei den Vereinen ABC St Jean de Braye und CJF Fleury-les-Aubrais Basket und wurde dann am nationalen französischen Nachwuchsleistungszentrum INSEP gefördert. Im Juni 2019 wurde er vom Erstligisten Limoges CSP unter Vertrag genommen. Am zweiten Spieltag der Saison 2019/20 stand er erstmals in einem Punktspiel der ersten französischen Liga auf dem Feld.
Zur Saison 2022/23 schloss er sich dem Zweitligisten Champagne Basket an und wechselte in der Sommerpause 2023 innerhalb der Liga zu Fos Provence. Im Oktober 2024 wurde Crusol vom Zweitligisten Orléans Loiret Basket verpflichtet.

### Nationalmannschaft
Im Jahr 2017 wurde Crusol mit Frankreichs U16-Nationalmannschaft Europameister. Bei der U17-WM 2018 gewann er mit Frankreich Silber und im selben Jahr Bronze bei der U18-EM.